# Charaxes pelias
Charaxes pelias är en fjärilsart som beskrevs av Pieter Cramer 1775/76. Charaxes pelias ingår i släktet Charaxes och familjen praktfjärilar. Inga underarter finns listade i Catalogue of Life.

## Bildgalleri

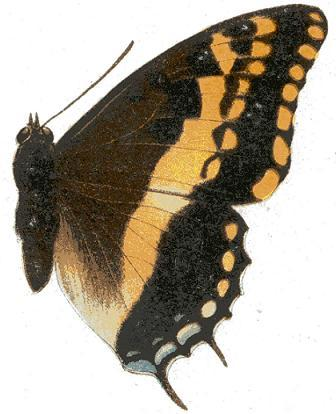
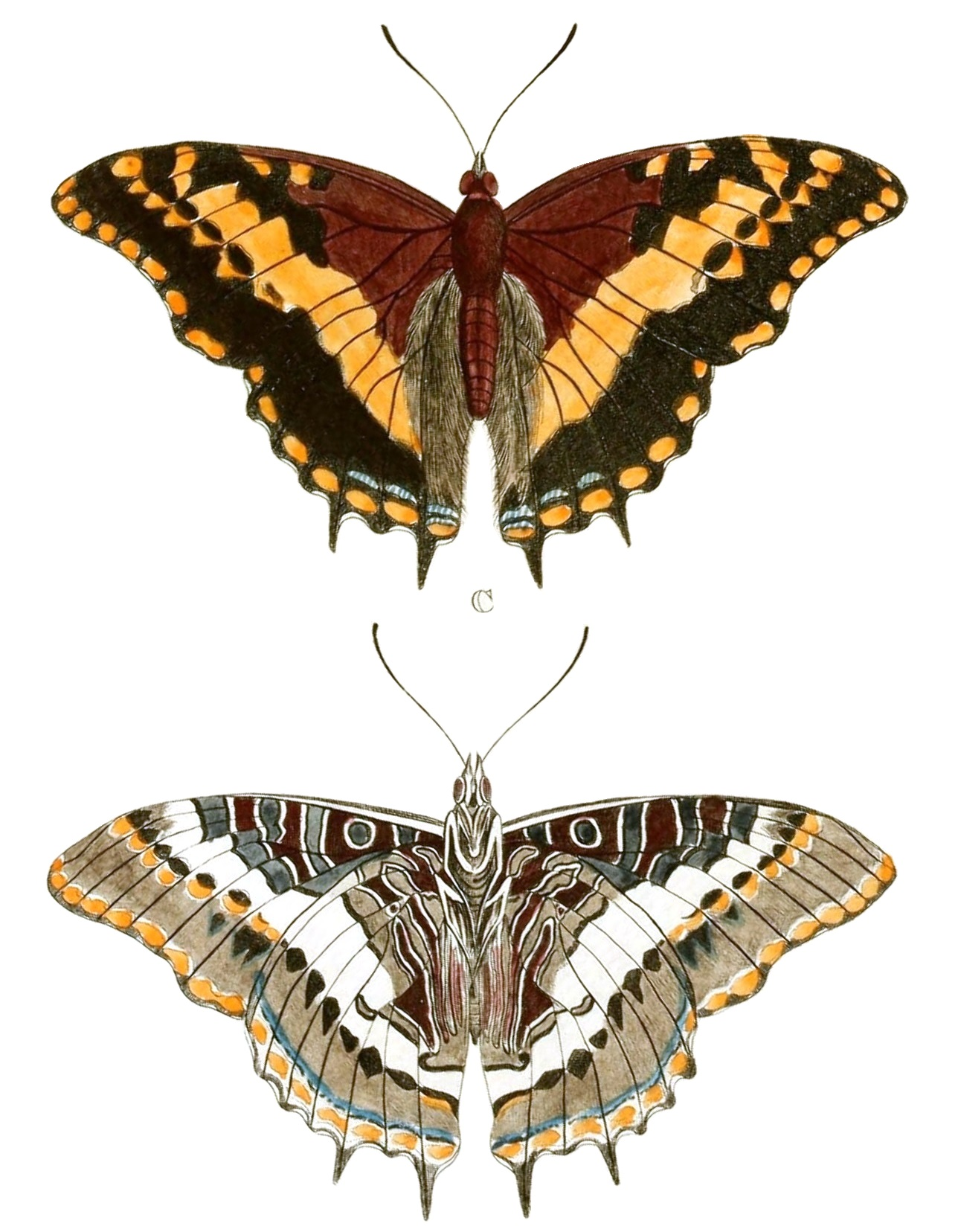